# Dyckia alba
Dyckia alba là một loài thực vật có hoa trong họ Dứa. Loài này được S.Winkl. mô tả khoa học đầu tiên năm 1982.